# Neurospora sublineolata
Neurospora sublineolata är en svampart som först beskrevs av Furuya & Udagawa, och fick sitt nu gällande namn av Arx 1982. Neurospora sublineolata ingår i släktet Neurospora och familjen Sordariaceae.   Inga underarter finns listade i Catalogue of Life.